# پیز بوئین
پیز بوئین (به لاتین: Piz Buin) یک کوه در اتریش است که در گاشورن واقع شده‌است. پیز بوئین ۳٬۳۱۲ متر بالاتر از سطح دریا واقع شده‌است.